# 막수드 사디코프
막수드 이브누가자르비치 사디코프(러시아어: Максуд Ибнугаджарович Садиков) (1963년 3월 16일 ~ 2011년 6월 7일)는 국제 관계 및 이슬람경제학 교수이자 수피 수행자이며 샤이크 사이드 아판디 알-치르카위의 추종자였다.

## 전기
그는 다게스탄 공화국의 차로딘스키 지구에 있는 아르치프 마을에서 태어났다. 이슬람 학자, 무슬림 지식인이자 마하치칼라의 신학 및 국제 관계 연구소 총장이었다.
그는 마하치칼라에서 암살당했으며 다게스탄 공화국의 아르치프에 묻혔다. 2011년 7월 5일, 러시아의 드미트리 메드베데프 대통령은 블라디캅카스에서 북캅카스 무프티 및 종교 지도자들과의 회의에서 막수드 사디코프에게 용기훈장을 사후 수여했다. 마하치칼라에서 막수드 사디코프를 추모하는 모임에서 10월 6일을 막수드 사디코프 추모 기념일로 정하기로 결정되었다.

## 학력
- 1981–1986: 모스크바 티미랴제프 농업 아카데미 (MTAA).
- 1987–1990: 경제 및 경영학 석사, MTAA.
- 1994–1996: 모스크바 국립 로모노소프 대학교에서 행정학 박사.
- 1998–2000: 러시아 연방 공공행정 아카데미.
- 2003–2004: MSU 열린 생태 대학교.

## 경력
- 1986–1987: 연구원, 모스크바 티미랴제프 농업 아카데미.
- 1991–1997: 선임 연구원, MTAA 공공행정 대학원.
- 1997–1999: 국장, 러시아 연방 국가 정책부.
- 1999–2000: 고문, 러시아 연방 민족 및 연방 문제부.
- 2000–2002: 고문, 러시아 연방 연방 문제, 국가 및 이주 정책부.
- 2001–2003: 회장, 마마디비르 로치 신학 인문학 아카데미.
- 2003–2011: 총장, 마하치칼라 신학 및 국제 관계 연구소.